# Paula (livro)
Paula é um livro escrito por Isabel Allende em 1995. 
Ela escreveu em homenagem a sua filha Paula, que em dezembro de 1991 foi internada em um hospital da Espanha devido a um ataque de porfiria, muito doente, permanecendo meses em coma irreversível.
É uma autobiografia com relatos de seus antepassados, sua infância e juventude.